# Ionia (Missouri)
Ionia è un villaggio degli Stati Uniti d'America, situato nello Stato del Missouri, diviso tra la contea di Benton e la contea di Pettis.